# Округ Тримбл (Кентаки)
Тримбл (енгл. Trimble County) је округ у америчкој савезној држави Кентаки.

## Демографија
По попису из 2010. године број становника је 8.809, што је 684 (8,4%) становника више него 2000. године.
| Група             | 2000.         | 2010.         |
| Белци             | 7.898 (97,2%) | 8.408 (95,4%) |
| Афроамериканци    | 24 (0,3%)     | 27 (0,3%)     |
| Азијати           | 6 (0,1%)      | 38 (0,4%)     |
| Хиспаноамериканци | 111 (1,4%)    | 223 (2,5%)    |
| Укупно            | 8.125         | 8.809         |